# Tadeusz Jeżyna
Tadeusz Jeżyna, ps. Okszta, Pirat (ur. 2 maja 1920 w Klementowicach, zm. 21 maja 1944) – żołnierz Batalionów Chłopskich, szef łączności Okręgu Lublin tej organizacji.

## Życiorys
Urodził się 2 maja 1920 w Klementowicach, w rodzinie Stanisława i Anny. Uczestniczył w kampanii wrześniowej, lecz uniknął niewoli. Włączył się w działalność podziemną w marcu 1940. Należał do Batalionów Chłopskich. Był łącznikiem i kolporterem prasy podziemnej. Po aresztowaniu i śmierci Juliana Chabrosa w listopadzie 1943 objął stanowisko szefa łączności Okręgu Lublin Batalionów Chłopskich. Uczestniczył w akcjach bojowych, w tym w ataku na pociąg urlopowy pod Gołębiem i wysadzeniu pociągu amunicyjnego tamże. Zginął 21 maja 1944 w wyniku pomyłki. Oddział AK Jana Zdzisława Targosińskiego Hektora w wyniku błędnej identyfikacji wykonał na nim wyrok śmierci wydany na kogoś innego. Został pochowany na cmentarzu w Klementowicach. 

## Ordery i odznaczenia
- Order Krzyża Grunwaldu III klasy (13 września 1946)[1]
- Krzyż Partyzancki
- Krzyż Batalionów Chłopskich

## Upamiętnienie
16 września 2011 roku na ścianie głównego budynku Zespołu Szkół Agrobiznesu w Klementowicach odsłonięto pamiątkową tablice ku czci Tadeusza Jeżyny.